# Magdalena Sibylla av Preussen
Magdalena Sibylla av Preussen, född 1586, död 1659, kurfurstinna av Sachsen. Dotter till Albrekt Fredrik av Preussen och Maria Eleonora av Kleve. Gift 1607 med kurfurst Johan Georg I av Sachsen.
Hon intresserades sig för målning, poesi och trädgårdskonst och använde krigsfångar som tvångsarbetare för fästningen Dresdner Festungsbau.
Barn:
1. Sofia Eleonora av Sachsen (1609-1671), 1627 gift med Georg II av Hessen-Darmstadt.
2. Marie Elisabeth av Sachsen (1610-1684), 1630 gift med Fredrik III av Holstein-Gottorp.
3. Johan Georg II av Sachsen (1613-1680), 1638 gift med Magdalena Sibylla av Brandenburg-Bayreuth.